# Palmenhaus (Wien-Schönbrunn)

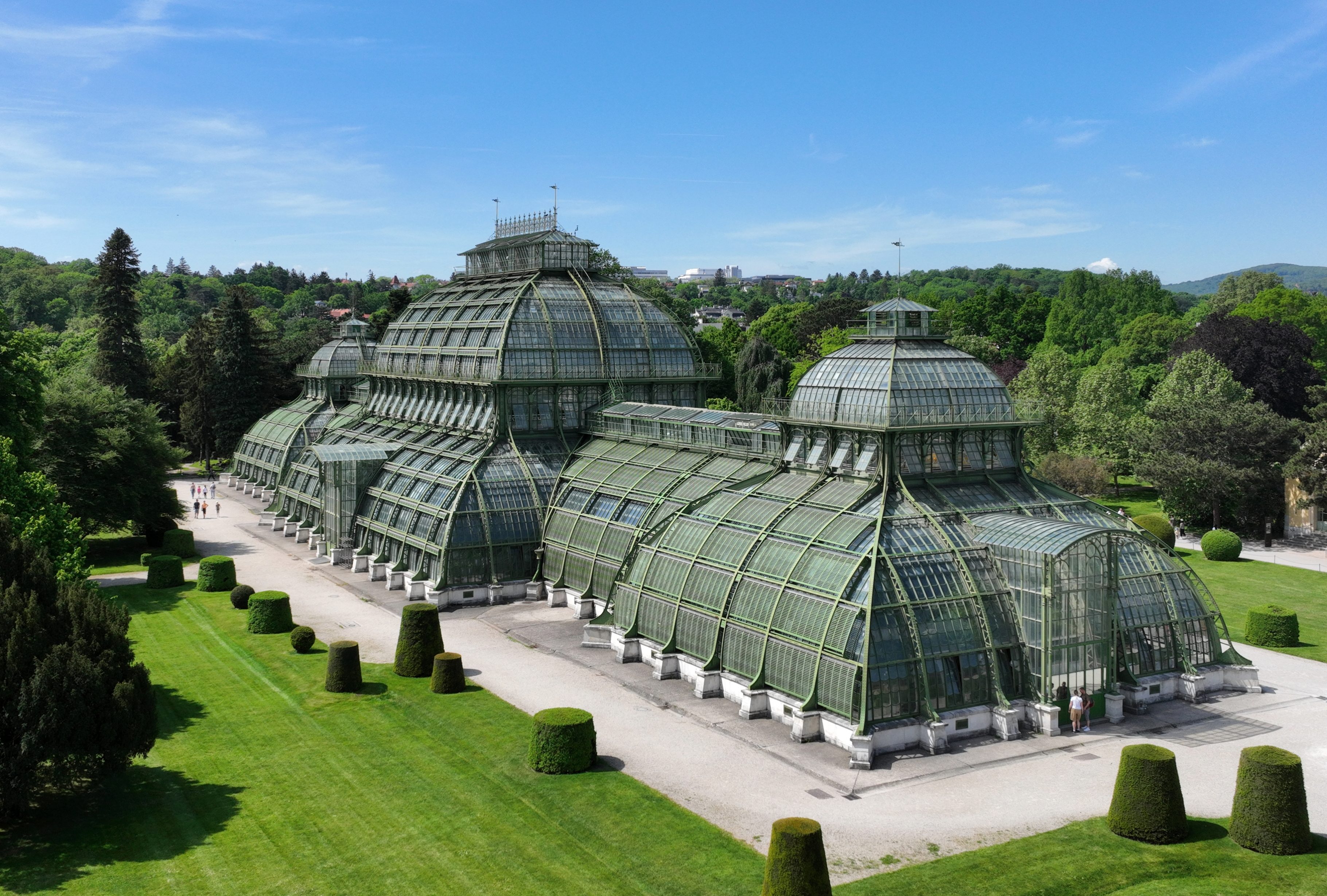
Nordostansicht des Schönbrunner Palmenhauses

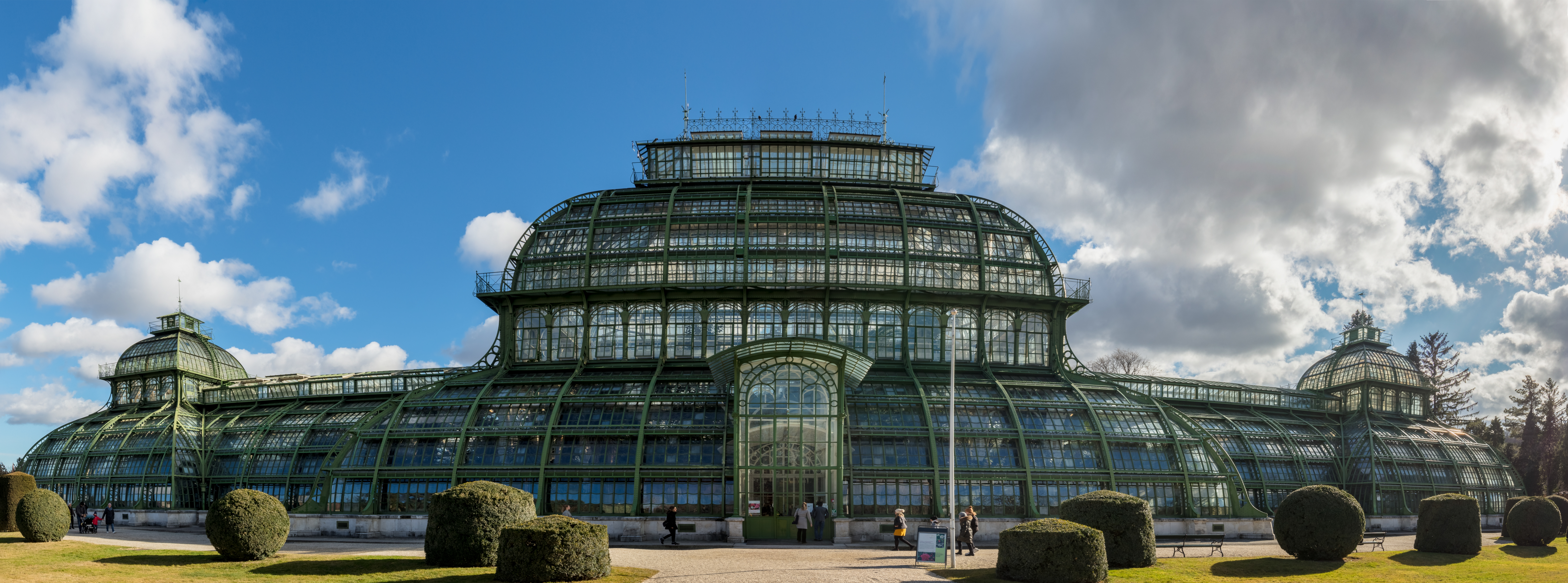
Das Schönbrunner Palmenhaus

Das 1882 eröffnete Palmenhaus ist das prominenteste der vier Pflanzenhäuser im Schönbrunner Schlosspark und, zusammen mit den Kew Gardens und dem Palmenhaus von Frankfurt, weltweit eines der drei größten seiner Art. Es beherbergt rund 4500 Pflanzenarten. Verwaltet wird es seit 1918 von den Bundesgärten, einer Dienststelle des jetzigen Lebensministeriums.

## Geschichte

### Vorgeschichte
Kaiser Franz I., Gemahl und Mitregent Maria Theresias, hatte 1753 von der Gemeinde Hietzing ein Areal an der Westseite des Schlossparks gekauft, auf dem er einen Holländischen Garten anlegen ließ. Adrian van Steckhoven und sein Gehilfe Richard van der Schot errichteten dort ein großes Treibhaus im Norden und vier Glashäuser im Westen des Gebietes, das in drei Bereiche aufgeteilt war:
Der „Blumengarten“ mit exotischen Pflanzen im Norden, südlich daran anschließend der Gemüsegarten (in dem auch Spalierobst gezogen wurde), und ganz im Süden ein Obstbaumgarten.
Der Grundstock der Exotensammlung, darunter die ursprüngliche „Maria Theresien-Palme“, eine Fächerpalme, wurde 1754 in Holland eingekauft. Wegen der Sammelleidenschaft der Habsburger (insbesondere die Expeditionen Jacquins nach Westindien sowie von Franz Boos und Georg Scholl zum Kap der Guten Hoffnung brachten bedeutenden Zuwachs) war bereits unter Joseph II. die Erweiterung des Treibhauses um zwei Flügel und die Errichtung dreier zusätzlicher Glashäuser erforderlich, denen später noch zwei weitere Objekte folgten. 1828 wurde in der Nähe das Alte Palmenhaus errichtet. Zwar blieben pflegerische Erfolge nicht aus, obwohl die nur ostseitige Glasfront dieses gemauerten Gebäudes der einwandfreien Kultur lichtbedürftiger Pflanzen abträglich war, doch war spätestens mit der Wiener Weltausstellung klar, dass nur eine vollverglaste Eisenkonstruktion optimale Bedingungen schaffen konnte. Das abseits gelegene Alte Palmenhaus ausgenommen, wurden alle Glashäuser südwestlich des Schlosses im Zuge des Neubaus abgetragen.

### Monarchie
Nach nur zwei Jahren Bauzeit eröffnete Kaiser Franz Joseph I. am 19. Juni 1882 das vom Hofschlosser und Eisenkonstrukteur Ignaz Gridl nach Plänen des Hofarchitekten und Brückenbauexperten Franz-Xaver von Segenschmid erbaute Palmenhaus. Für die Statik verantwortlich war Sigmund Wagner.

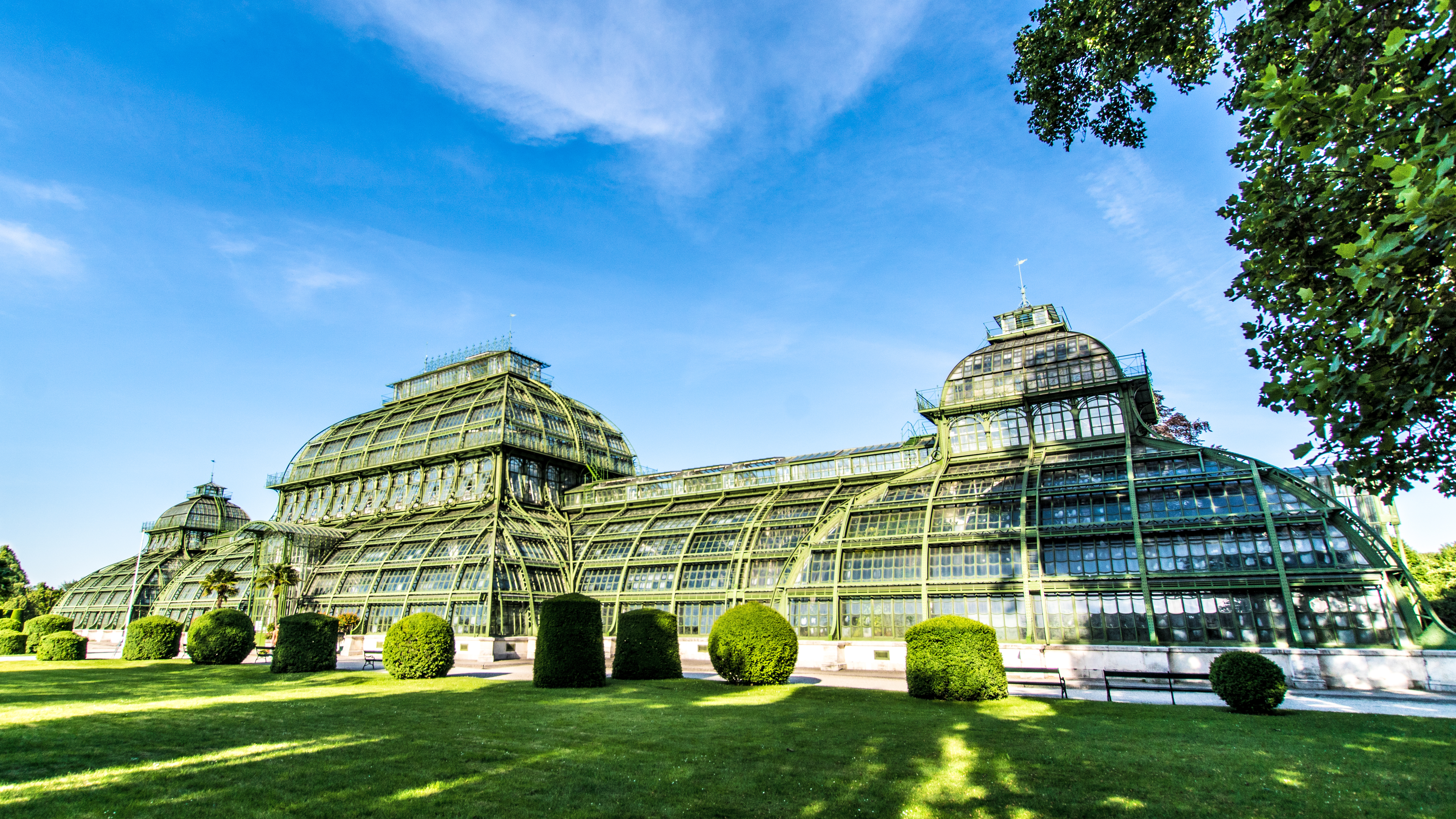
Seitenansicht

Das Bauwerk wurde von der Presse unterschiedlich aufgenommen. Neben überschwänglich-hymnischen Meldungen, etwa
Wie lieb ich Euch Dächer, o gläserne Hülle
ihr berget des Erdenrunds Vielfalt und Fülle…
gab es auch Kritik an dem 100.000 Gulden teuren „Glaspalast“ der Habsburger. Das Wiener Illustrierte Gartenblatt notierte:
Der ganze Bau, aus hervorragendem heimischem Eisen und Glas zusammengesetzt, scheint nur in einigen Theilen etwas zu massiv ausgefallen zu sein. Er erinnert mit seinen drei Kuppeln an eine etwas zu schön geratene Bahnhofshalle.
Der k.u.k. Hofgarten-Inspektor Adolf Vetter war verantwortlich für die gärtnerische Ausgestaltung, die er im März 1883 abschloss. Das größte Problem machte die Übersiedlung der höchsten Schönbrunner Palme, einer Livistona chinensis, aus dem alten Palmenhaus ins neue. Diese später wohl aus Sentimentalität Maria-Theresien-Palme genannte bildete das Zentrum des neuen Hauses, bis sie 1909 zu groß geworden war und ersetzt werden musste. Zuvor war sie einige Zeit durch Stahlseile schräg gestellt worden, um ihr eine Galgenfrist zu geben. Auch ihre drei Nachfolgerinnen wurden als Maria-Theresien-Palme bezeichnet.
Während des Ersten Weltkriegs war das Palmenhaus meist geöffnet, nachdem es 1914–1915 als Glashaus für Gemüse genutzt worden war und daher nicht besichtigt werden konnte. Einnahmen wurden teilweise an den „Unterstützungsfonds für Notleidende Gärtner und deren Witwen“ abgeführt. Wegen des Mangels an männlichen Arbeitskräften wurden ab 1915 für die Gärtnerarbeit weibliche Hilfskräfte aufgenommen, und auch eine Sekretärin für den Kanzleidienst.

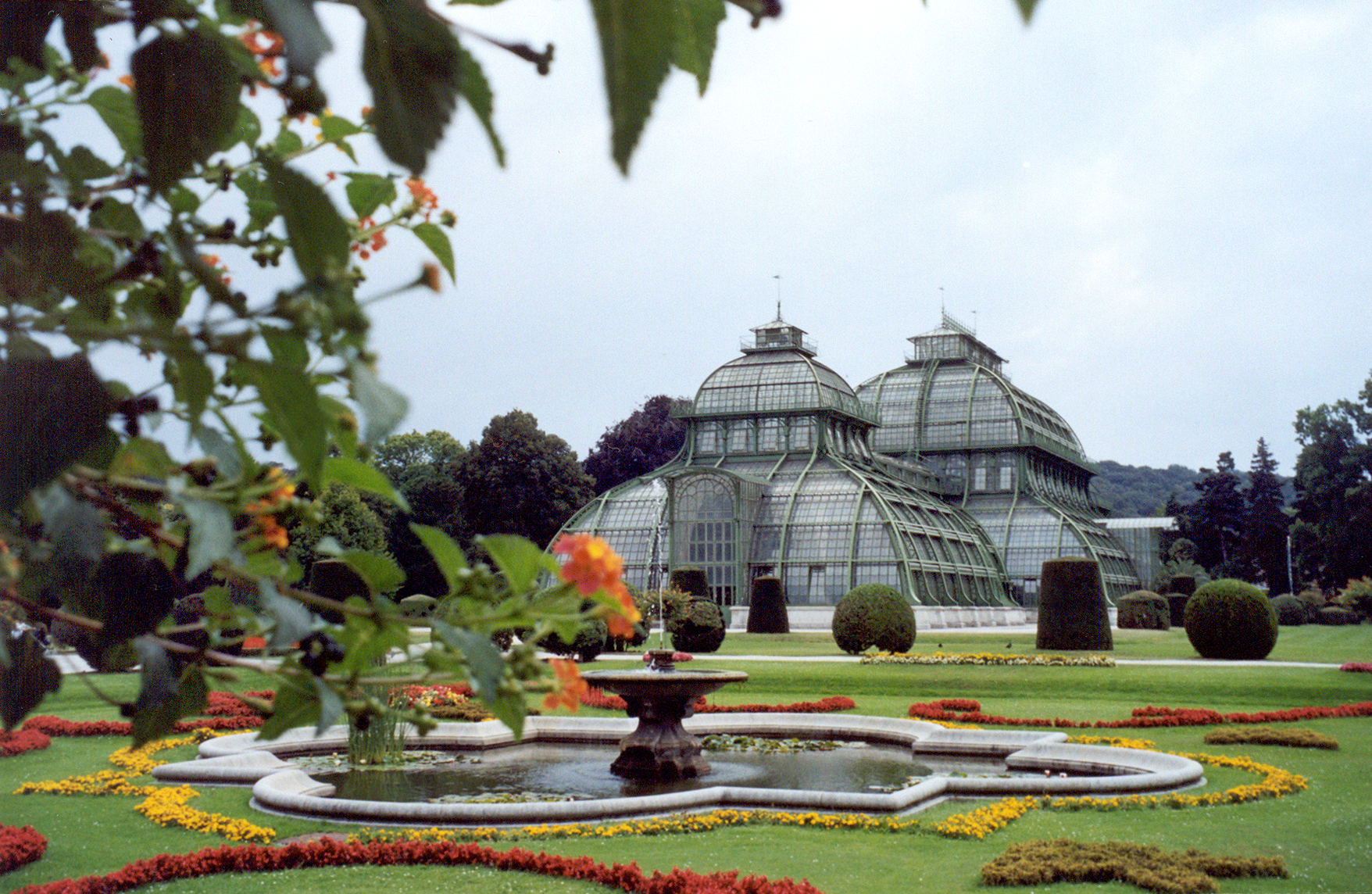
Palmenhaus von NW
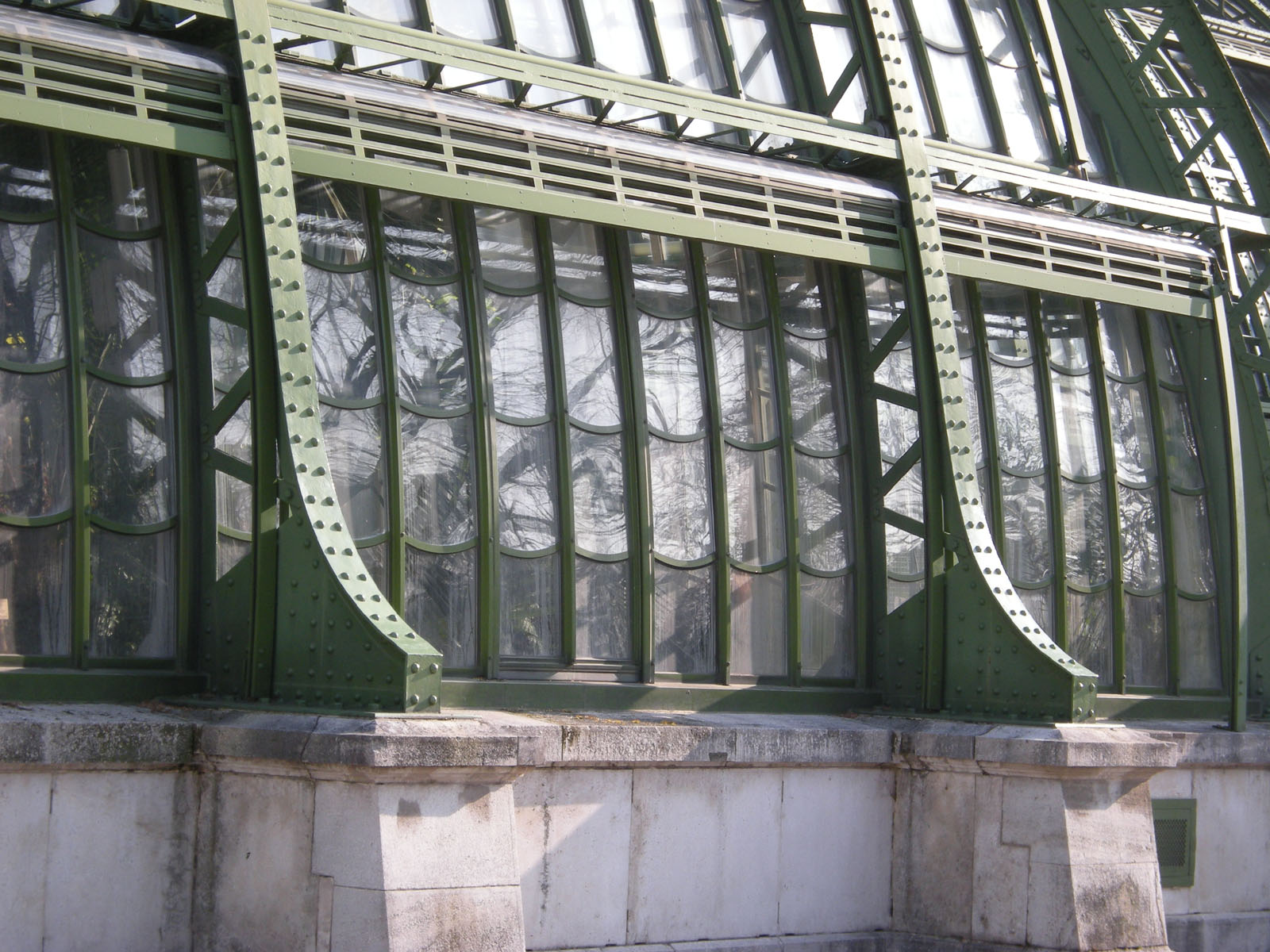
Detail außen
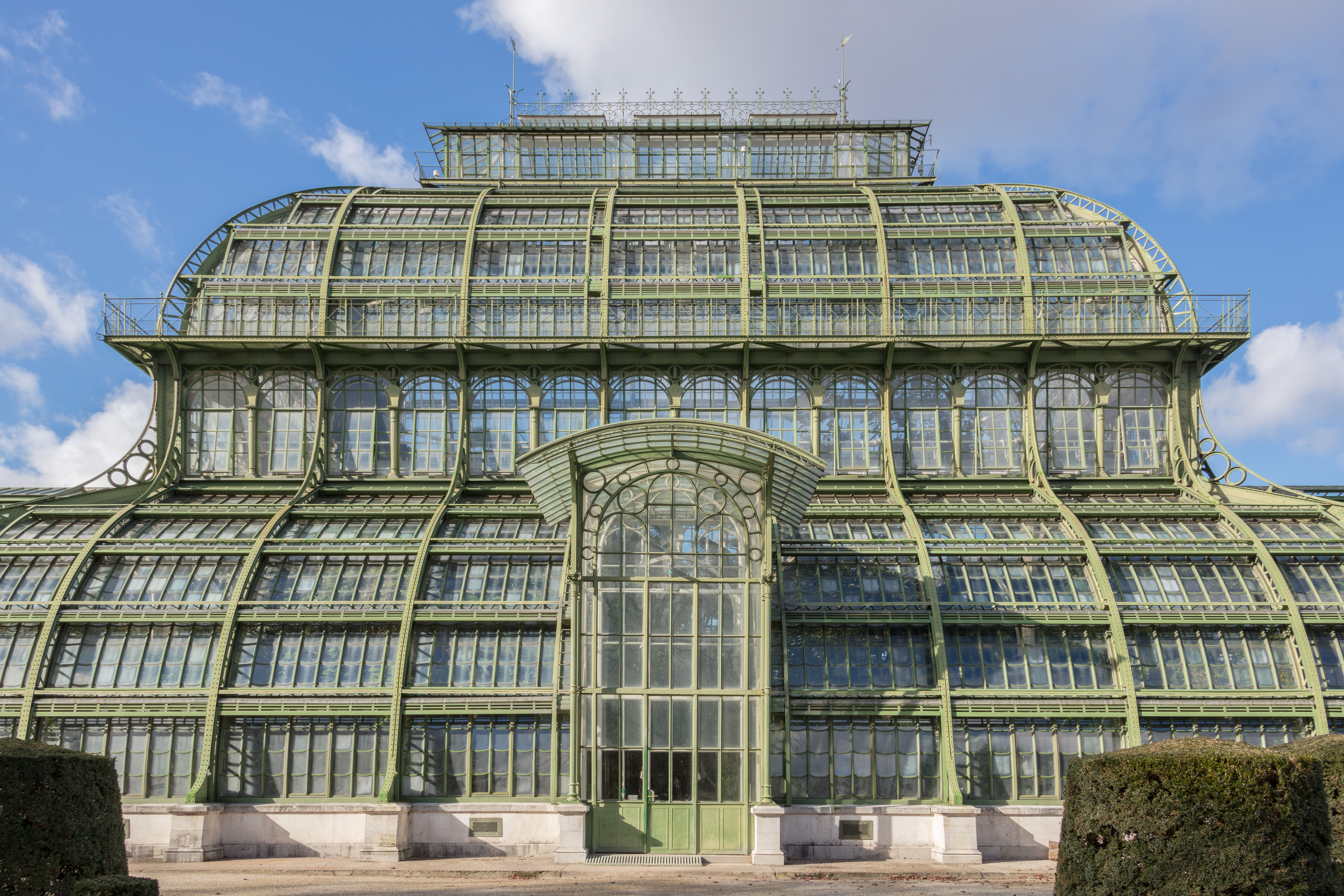
Eingang (W), Zentralhalle
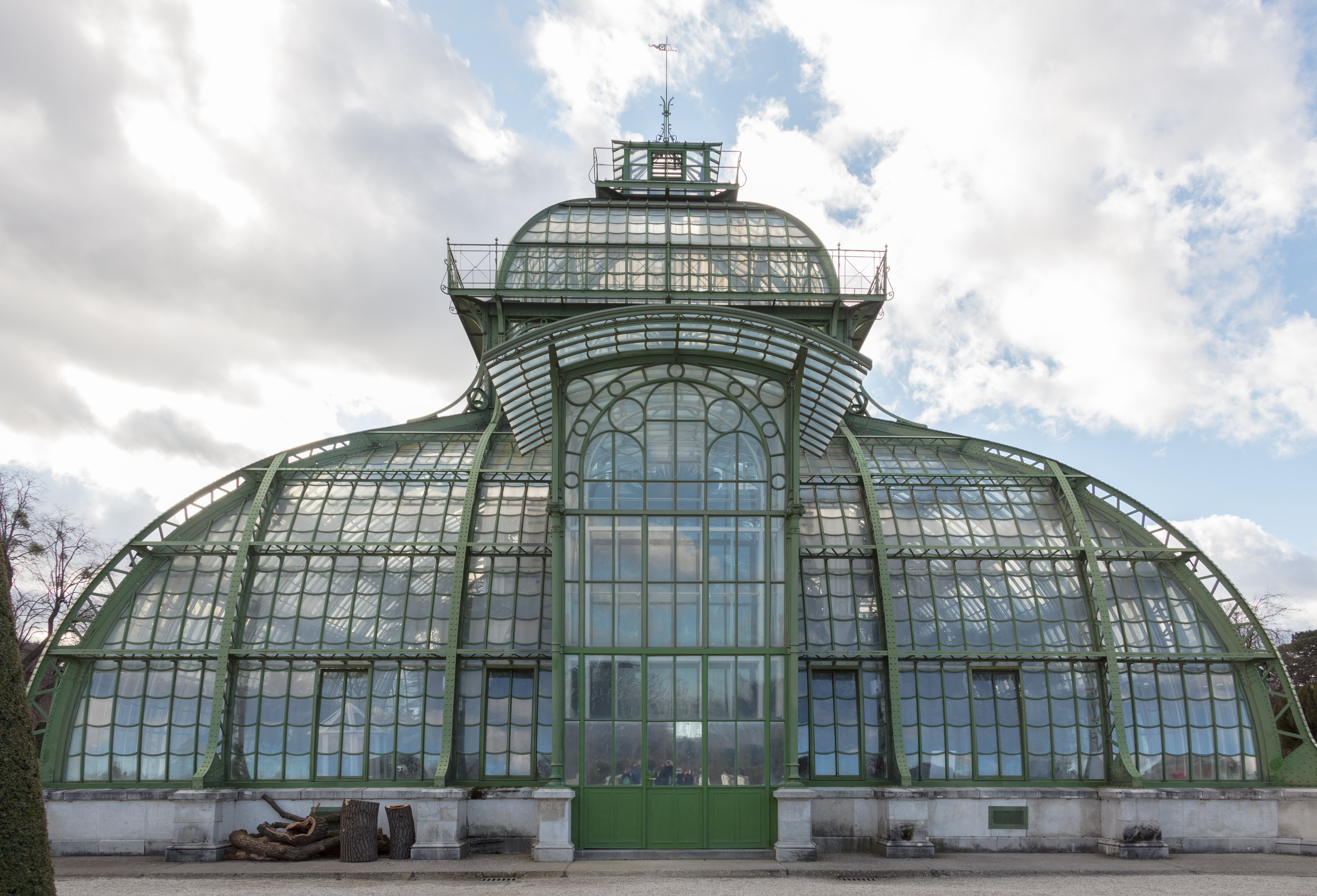
Seitliche Sicht
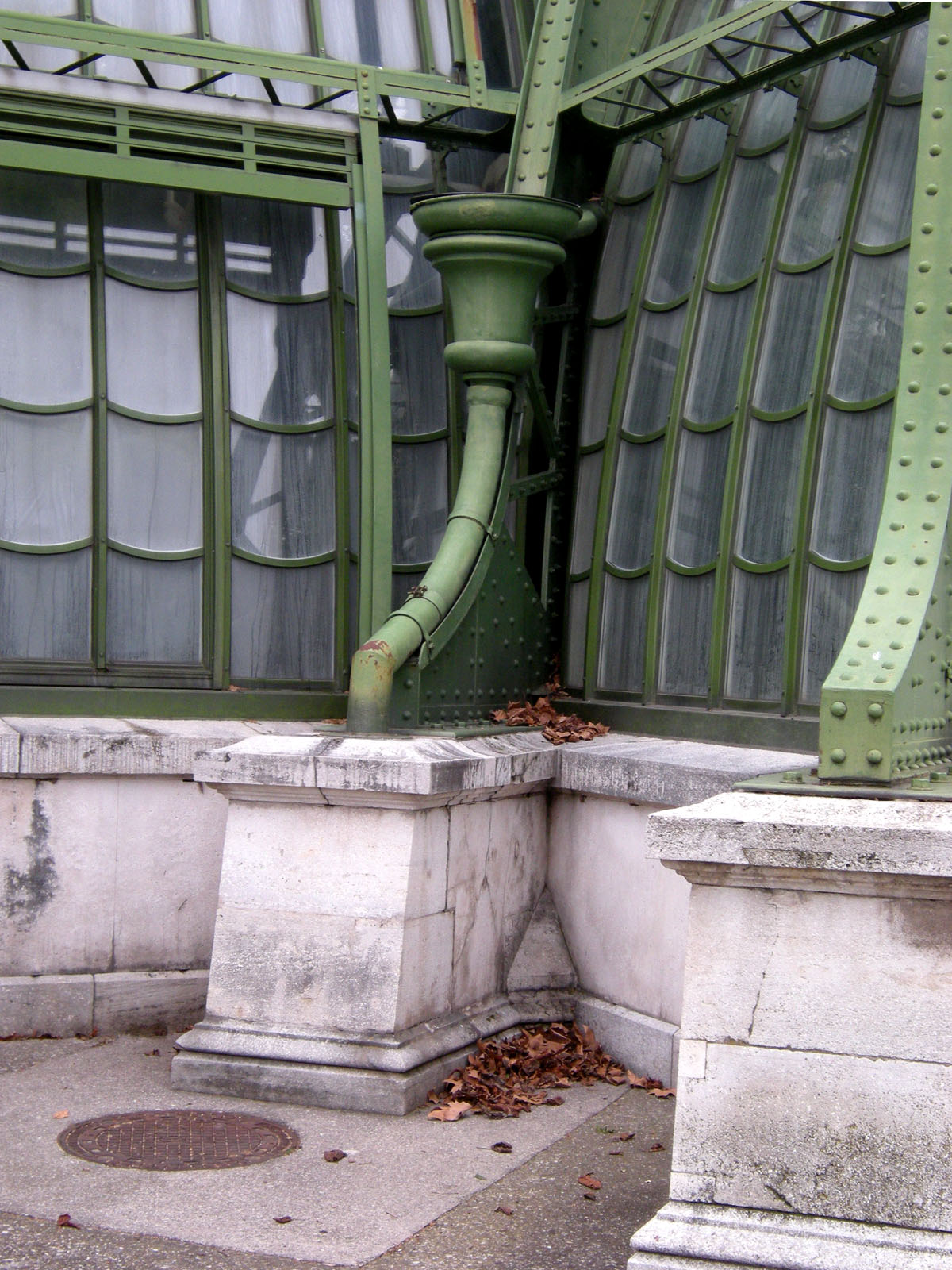
Regenwasser-Sammler

### Erste Republik
Mit dem Ende der Donaumonarchie wurden aus den k.u.k. Hofgärten die Bundesgärten. Während des Winters von 1923 war Schulklassen der Besuch des Palmenhauses untersagt, um „Schädigung der Pflanzen durch das Öffnen der Türen zu verhindern“, oder, anders gesagt, um Heizkosten zu sparen. Aus demselben Grund war übrigens der Eingang für das Publikum anfangs auf der Nordseite, also am Kalthaus.

### 1939–1945
Bei einem Bombenangriff am 21. Februar 1945 fielen mehr als 200 Bomben auf das Areal von Schloss Schönbrunn. Die Verglasung des Palmenhauses ging fast vollständig zu Bruch. Einige wenige wertvolle Pflanzen wurden gerettet, weil sie im benachbarten Sonnenuhrhaus untergebracht werden konnten, andere (einige große Palmen und Baumfarne) überlebten die Temperaturen von zeitweise bis zu −7 °C. Vieles, darunter die zentrale Palme, ging zu Grunde.

### Zweite Republik
1948 begann der Wiederaufbau des Palmenhauses. Zum Einsetzen der 45.000 Doppel-Glasscheiben wurden fünf Waggonladungen (ungefähr 55 Tonnen) Fensterkitt verbraucht. Wegen der allgemein schlechten Versorgungslage konnten bereits bekannte Korrosionsschäden nicht behandelt werden.
Im Oktober 1952 wurde mit der gärtnerischen Gestaltung begonnen, die feierliche Eröffnung erfolgte am 14. Januar 1953, und zwar (zwei Tage lang) als exklusiver Ballsaal mit extra aufgebautem Tanzboden. Erst danach wurden die Erdmassen für den Großteil der Bepflanzung aufgeschüttet. Damals wurde auch die später Sisi-Palme genannte in das Zentrum des Hauses gestellt.
Nach dem Einsturz der Reichsbrücke am 1. August 1976 wurden in Wien sämtliche Brücken und Stahlkonstruktionen überprüft und unter anderem auch am Palmenhaus gravierende Mängel festgestellt. Im November dieses Jahres wurde das Bauwerk für die Öffentlichkeit geschlossen, und die Gärtner durften nur noch mit Schutzhelmen arbeiten.
Nach nahezu zehnjähriger Fach- und politischer Debatte über die optimalen Sanierungsmaßnahmen des denkmalgeschützten Bauwerkes wurden die Arbeiten am 12. Mai 1986 begonnen. Ein Grund für die umständliche Vorbereitung war, dass nur während der warmen Jahreszeit gearbeitet werden konnte, weil das Gebäude als Winterquartier für viele der Schönbrunner Pflanzen unentbehrlich war.
Die Arbeiten, an denen die auf den Statiker von 1880 zurückgehende Firma Waagner Biro federführend beteiligt war, mussten daher abschnittweise und in Etappen durchgeführt werden. Sie begannen am Nordflügel. Die Palme, die unter der nördlichen Kuppel aufgestellt war, konnte mit Unterstützung durch das Bundesheer vom Kalthaus in die zentrale Halle übersiedelt werden, wo noch größere Palmen so stark verwurzelt waren, dass sie während der gesamten Bauarbeiten vor Ort bleiben mussten. Die etwa acht Tonnen wiegende Kanaren-Dattelpalme wurde für die Zeit der Renovierungsarbeiten ins Sonnenuhrhaus übersiedelt.

## Architektur
Das aus ungefähr 600 Tonnen Schmiedeeisen und 120 Tonnen Gusseisen erbaute Palmenhaus hat eine Länge von 111 Metern, eine Breite von 29 Metern ist 25 Meter hoch. Gedeckt ist es mit 45.000 Glasscheiben.
An den rechteckigen Zentralbau schließt im Norden und Süden je ein quadratischer Anbau an, die als „Kalthaus“ und „Tropenhaus“ geführt werden. Ursprünglich waren diese drei Abteilungen durch bewegliche Glaswände getrennt, die jedoch später durch fix eingebaute Trennwände ersetzt wurden.
Die geschwungene hauptsächlich außen liegende Konstruktion aus Schmiedeeisen liegt im Inneren des Baus auf gusseisernen Säulen auf.

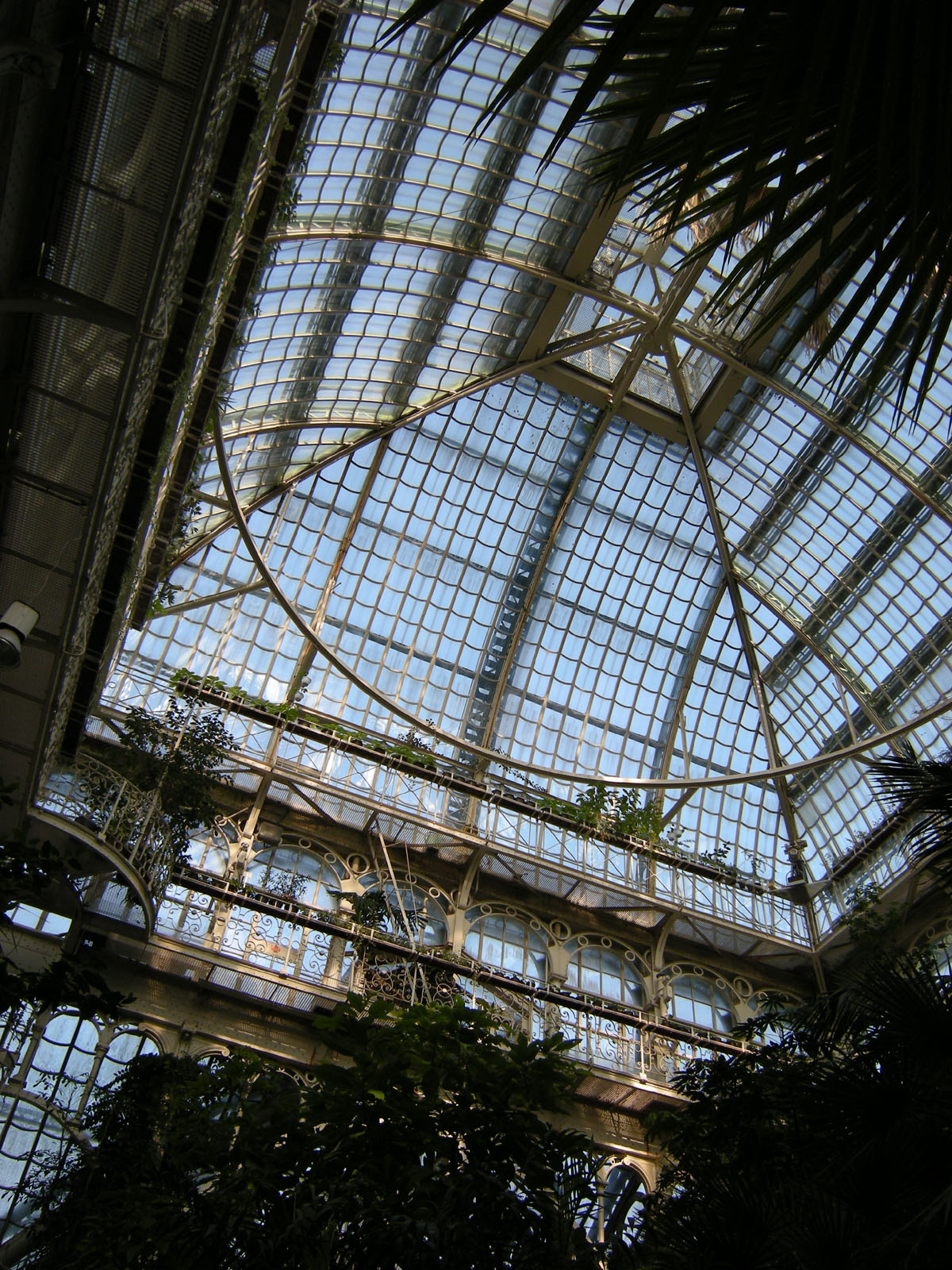
Dach der Haupthalle
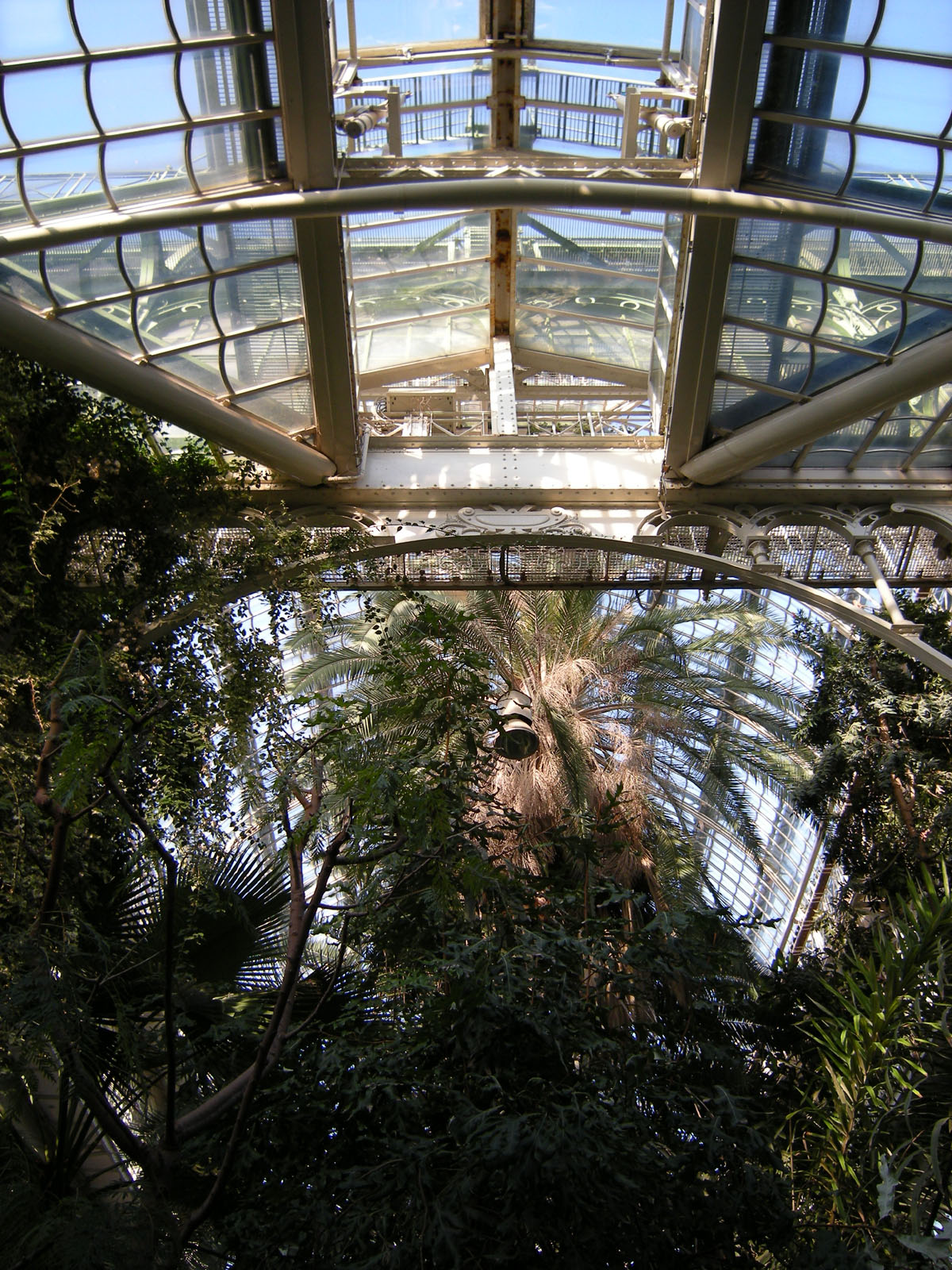
Dach der Haupthalle
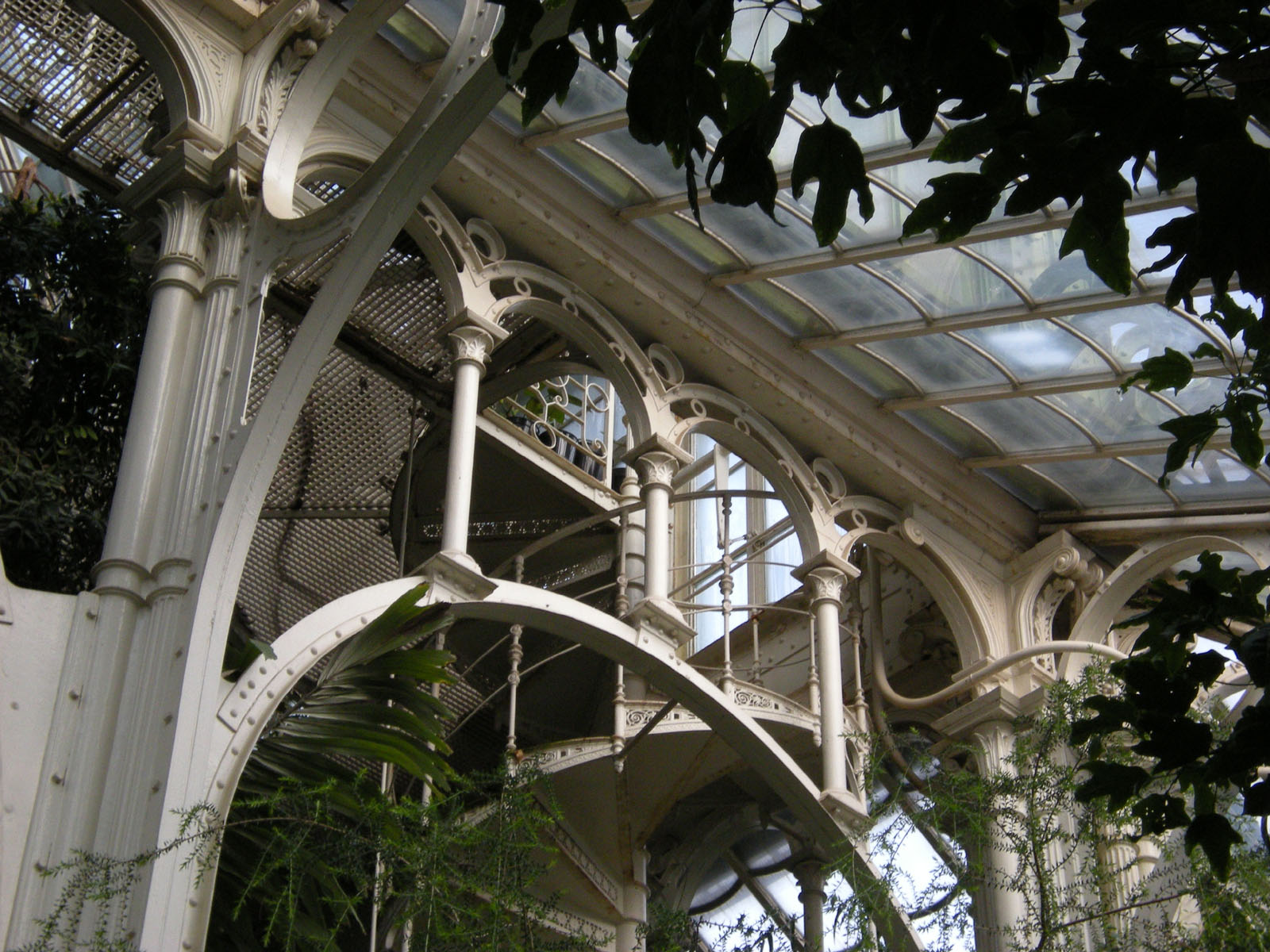
Detail der Haupthalle, von SW gesehen
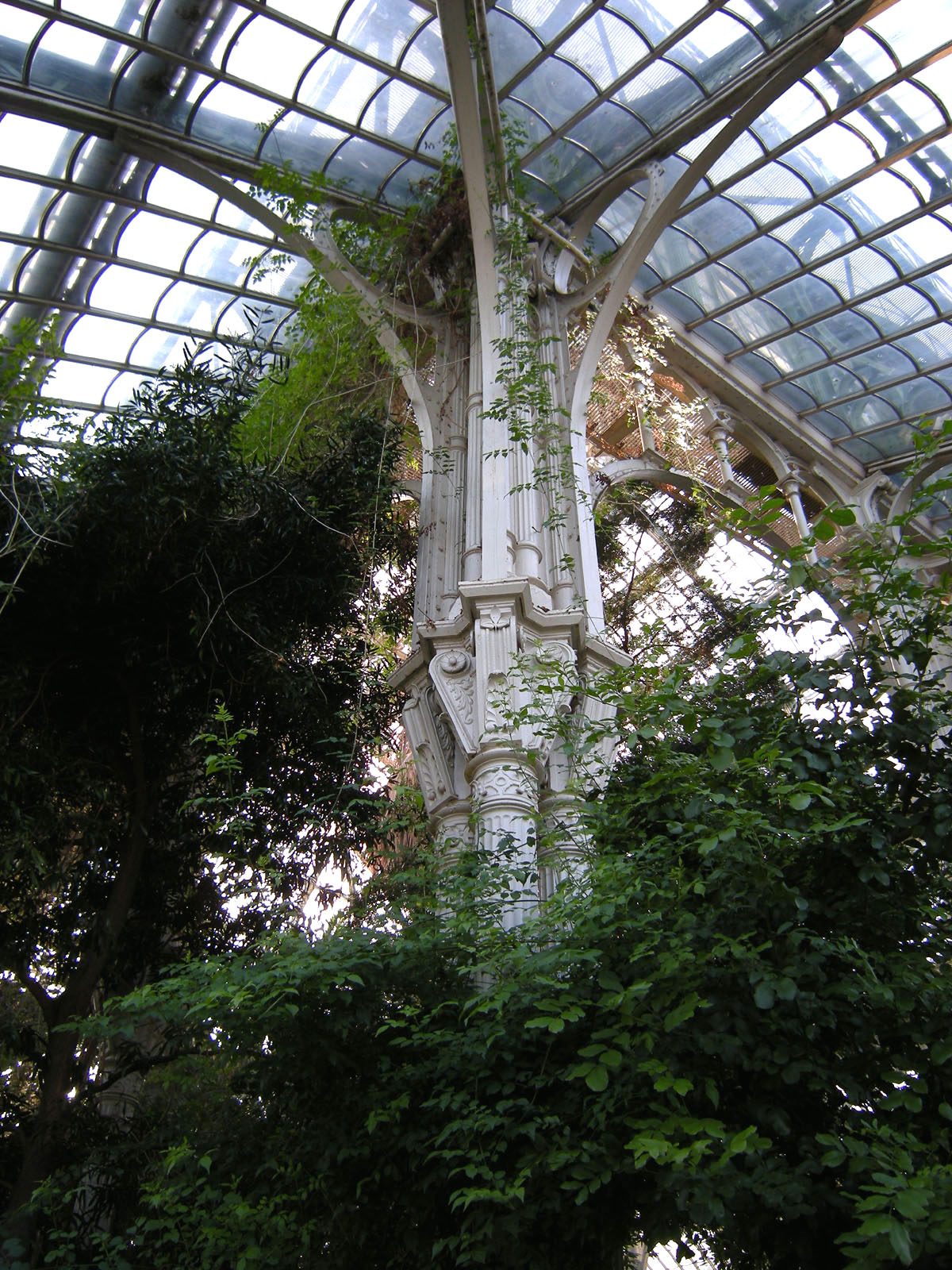
Baumartig verzweigte Gusseisensäule.
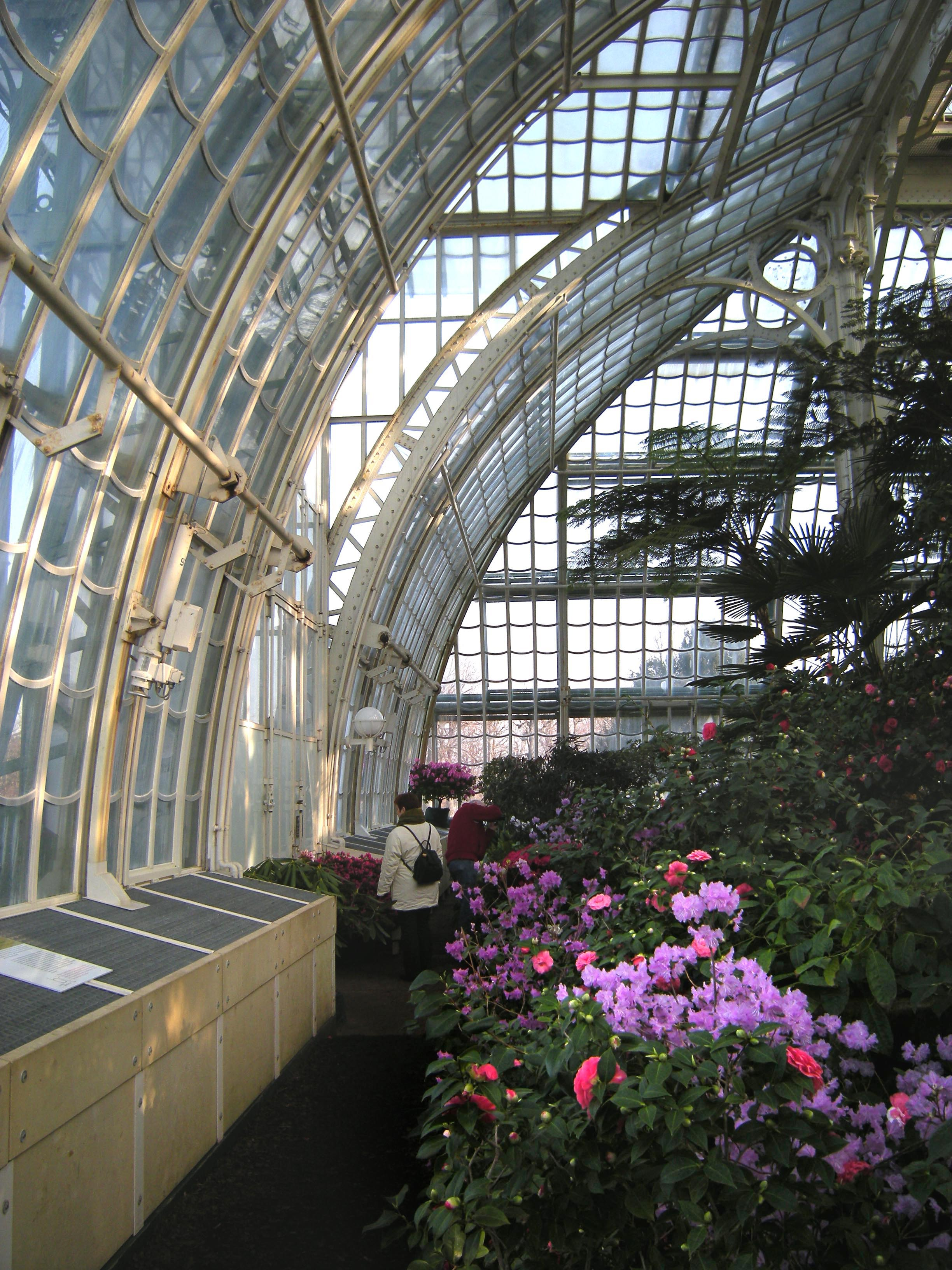
Kalthaus, N-Seite: Rhododendren.
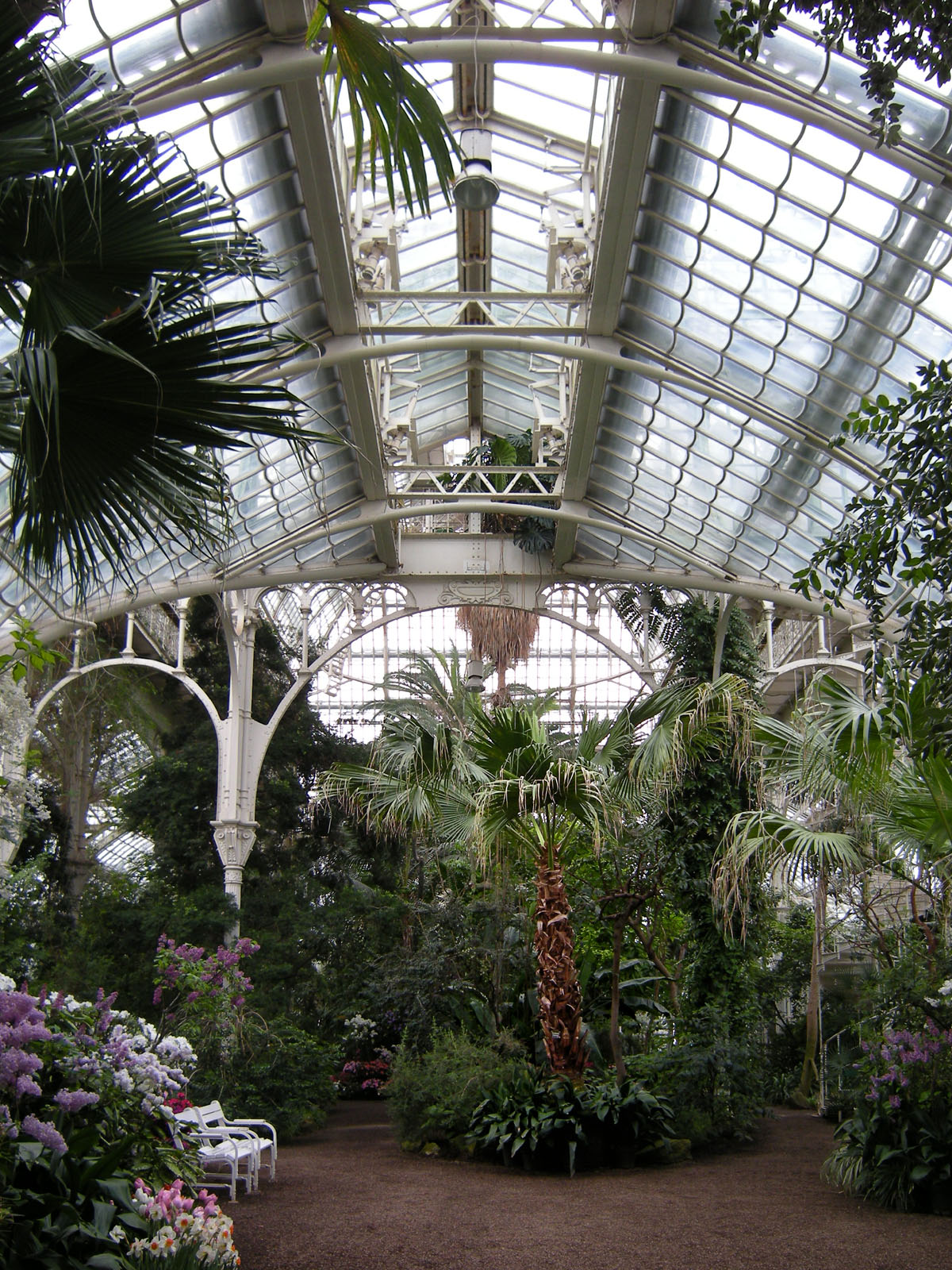
Haupthalle, von N gesehen.
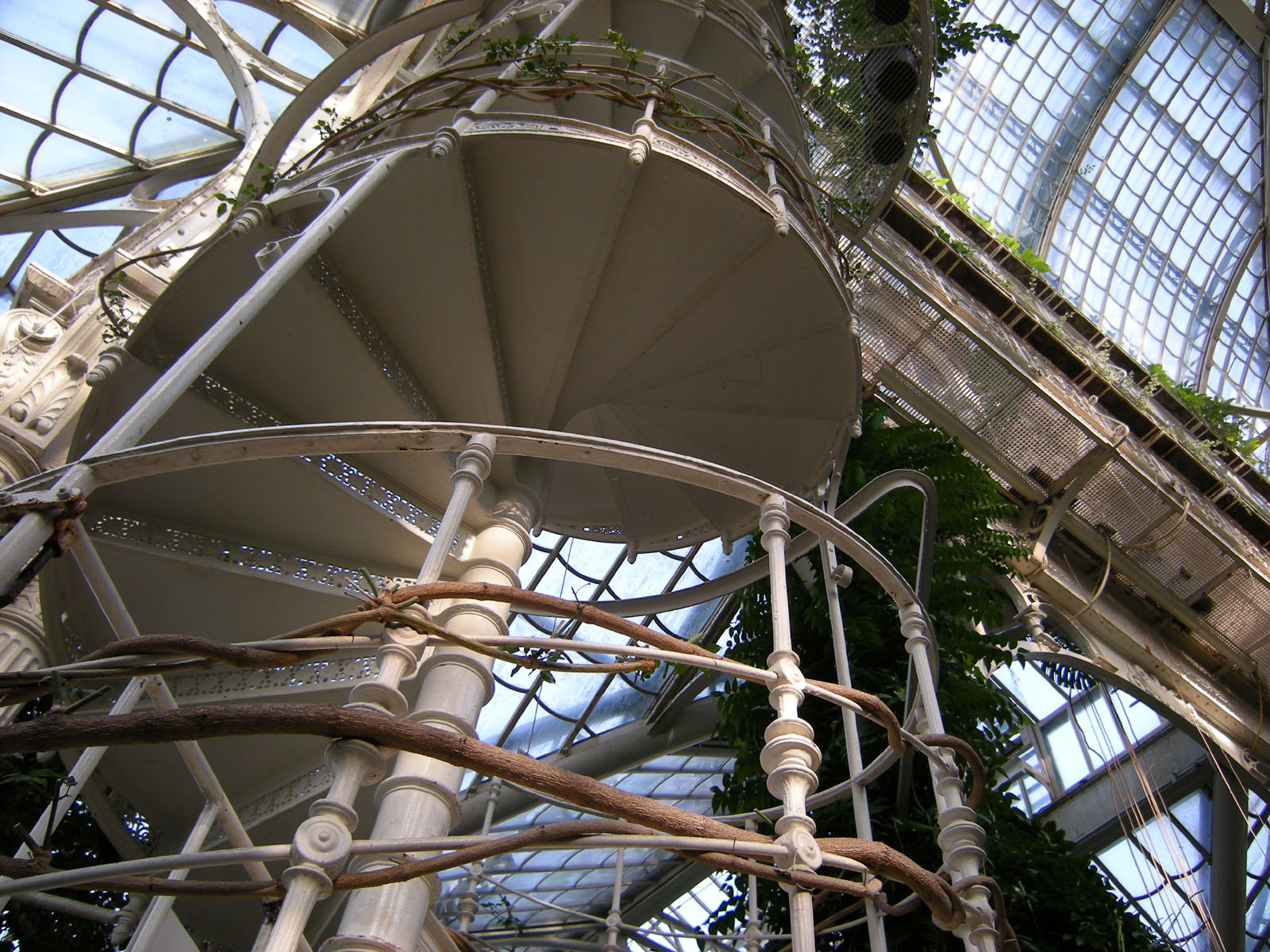
Spindeltreppe, NW, mit Jasminum azoricum.
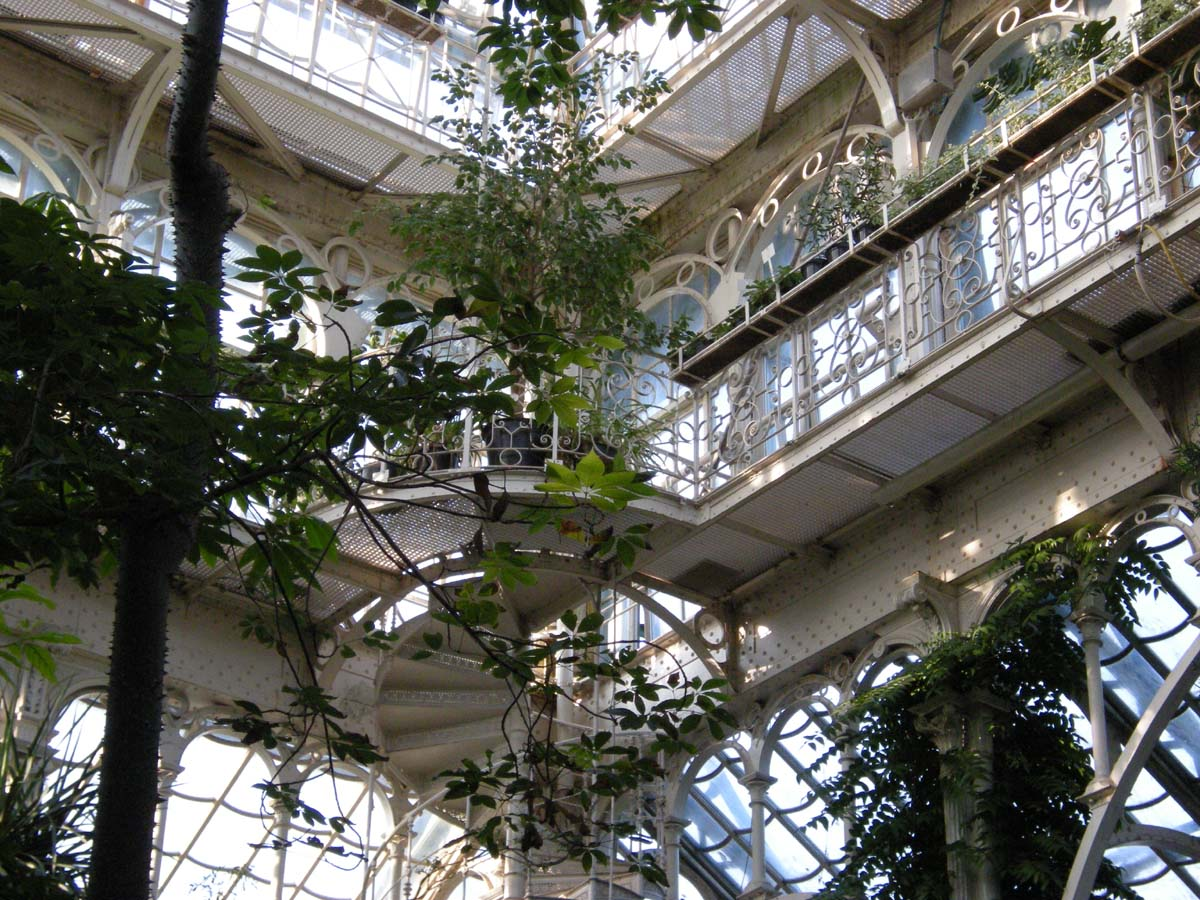
Treppe und Galerie (für Besucher gesperrt).

## Technik

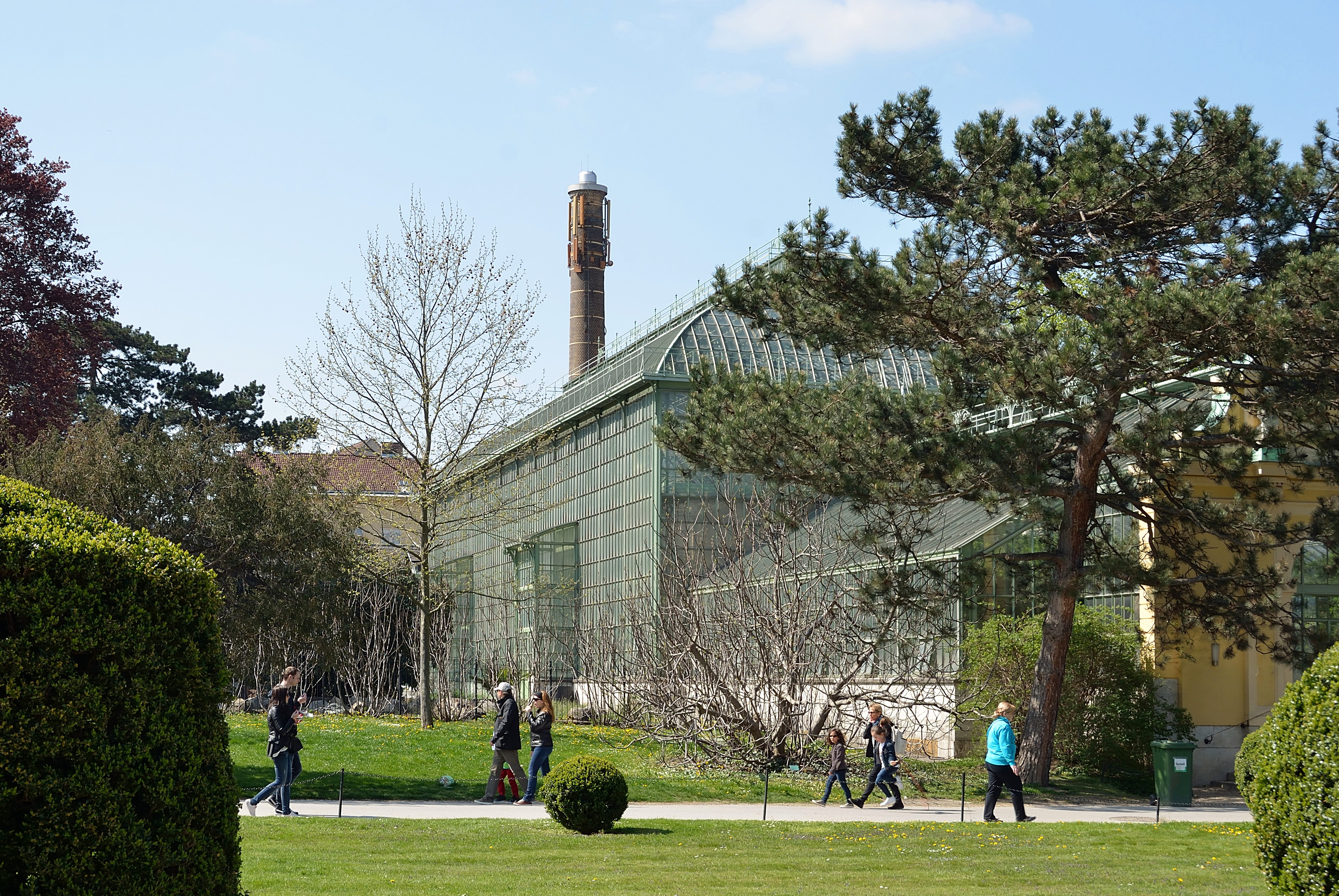
Schornstein des 1904 errichteten Heizhauses hinter dem Sonnenuhrhaus

Heizungstechnisch war das Schönbrunner Palmenhaus zunächst an die Heizung des Tiergartens Schönbrunn angeschlossen, was aber auch zu Problemen führen konnte, weil höhere Temperaturen, wie sie oft für Gehege erforderlich waren, das Palmenhaus zum Nachteil der Pflanzen überheizten. Ein eigenes Heizhaus, dessen Abgase allerdings der in Wien vorherrschende Westwind genau zum Palmenhaus trug, wurde 1904 gleichzeitig mit dem Sonnenuhrhaus errichtet. Zur Reinigung der stark verschmutzenden Glasscheiben und auch zum Schattieren (also für Arbeiten in großer Höhe) wurden Kadetten der österreichischen Kriegsmarine abkommandiert.
Im Zuge der großen Restaurierung von 1986 bis 1990 wurden Wünsche der Gärtner weitestmöglich berücksichtigt.
- Schattiert wird jetzt auf Knopfdruck (früher von Hand durch Ausbringen von Matten).
- Unter dem Mittelteil wurde ein Kellerbereich für die Haustechnik geschaffen, wo sich auch eine Gießwasseraufbereitungsanlage befindet. In zwei Zisternen (je 120.000 Liter) wird Regenwasser vom Glasdach gesammelt und zum Gießen verwendet. Ansonsten wird Trinkwasser verwendet.
- Zur Steuerung der Luftfeuchtigkeit wurde eine Nebelsprühanlage errichtet.
- Besonders empfindliche Pflanzen wie die Kokospalme erhielten eine zusätzliche Vegetationsheizung (ähnlich einer Fußbodenheizung), damit ihre frei in den Boden gepflanzten Wurzeln von winterlicher Bodenkälte verschont bleiben.

## Aufsehen erregende Pflanzen
- Das an Jahren älteste Gewächs im Haus ist ein Ölbaum mit einem geschätzten Alter von 350 Jahren, der von Spanien auf der Wiener Internationalen Gartenschau 1974 präsentiert und anschließend den Bundesgärten zum Geschenk gemacht wurde.
- Eine Rarität, die außerhalb Australiens höchst selten kultiviert wird, ist das erst 1994 entdeckte „lebende Fossil“ Wollemia nobilis. Die österreichische Pflanze, die der Botanische Garten der Universität Wien 2004 zu seinem 250-Jahr-Jubiläums erhalten hatte, war die erste überhaupt ins Ausland abgegebene. Seit 2005 steht sie dem Palmenhaus als Dauerleihgabe zur Verfügung.
- Weiters besitzt das Haus eine Seychellenpalme, die aus einer jener Nüsse gezogen wurde, welche die Republik der Seychellen zur Wiedereröffnung 1990 zum Geschenk machte. Die Keimung des Samens dauerte rund neun Monate, bis zur ersten Blüte der Palme ist mit 50 bis 100 Jahren zu rechnen.
- Im August 2001 blühte im Palmenhaus erstmals nach mehr als 40 Jahren wieder eine Seerose der vom „österreichischen Humboldt“ Thaddäus Haenke entdeckten Art Victoria regia. Sie war aus Samen gezogen worden, die der Botanische Garten in München zur Verfügung gestellt hatte. Mehr als 1.600 Besucher kamen nachts, um das Öffnen der Blüte zu beobachten, das nur für zwei Nächte stattfindet. Die bekannte Verfärbung ins Purpurrote während des Verblühens (also in der zweiten Nacht) zeigte sich jedoch nicht.[6] Bisher ist es im Palmenhaus noch nie geglückt, eine an sich mehrjährige V. regia über den Winter zu bringen, da ihr Lichtbedarf nicht mit vertretbarem Aufwand gestillt werden kann. Die Art muss also alljährlich nachkultiviert werden und wird erst im Frühsommer wieder im Seerosenbecken ausgesetzt.

- Im Zentrum des Hauses ist traditionell die größte Palme aufgestellt – oder, vorerst genauer, war meist die größte Palme aufgestellt. 
Deren Wachstum wird nämlich zum Problem, sobald sie das Glasdach zu erreichen droht. 1909 kam erstmals die „Maria-Theresien-Palme“[7] auf dieses Maß. Sie wurde noch eine Zeit lang durch Stahlseile schräg gezogen, musste aber letztlich abgeholzt werden. Überlegungen, das bereits denkmalgeschützte Bauwerk mit persönlicher Genehmigung des Kaisers aufzustocken, waren auch aus Kostengründen indiskutabel. Mit 18. Februar 2008 ist einer ihrer Nachfolgerinnen das gleiche Schicksal beschieden, nämlich der möglicherweise 170 Jahre alten Sisi-Palme.[8] Zwar war diese ursprünglich in ein Holzfass gepflanzt, doch hatte sie es durchbrochen und dann so tief in den Boden gewurzelt, dass sie bereits während der Generalsanierung nicht mehr transportiert werden konnte. 2007 erreichte ihr Wipfel die Laterne des Glashauses.[9] 
Zur Nachfolge wurde wieder eine Livistonia chinensis bestimmt. Die etwa 50-jährige Kübelpflanze aus dem Bestand der Bundesgärten wurde zu Ehren der Schwimmerin Mirna Jukić „Mirna-Palme“ getauft und am 22. April 2008 fix eingepflanzt.
- Besonders erwähnenswert sind auch die Azaleensammlung mit etlichen mehr als hundert Jahre alten Exemplaren sowie die Sammlung von Baumfarnen.

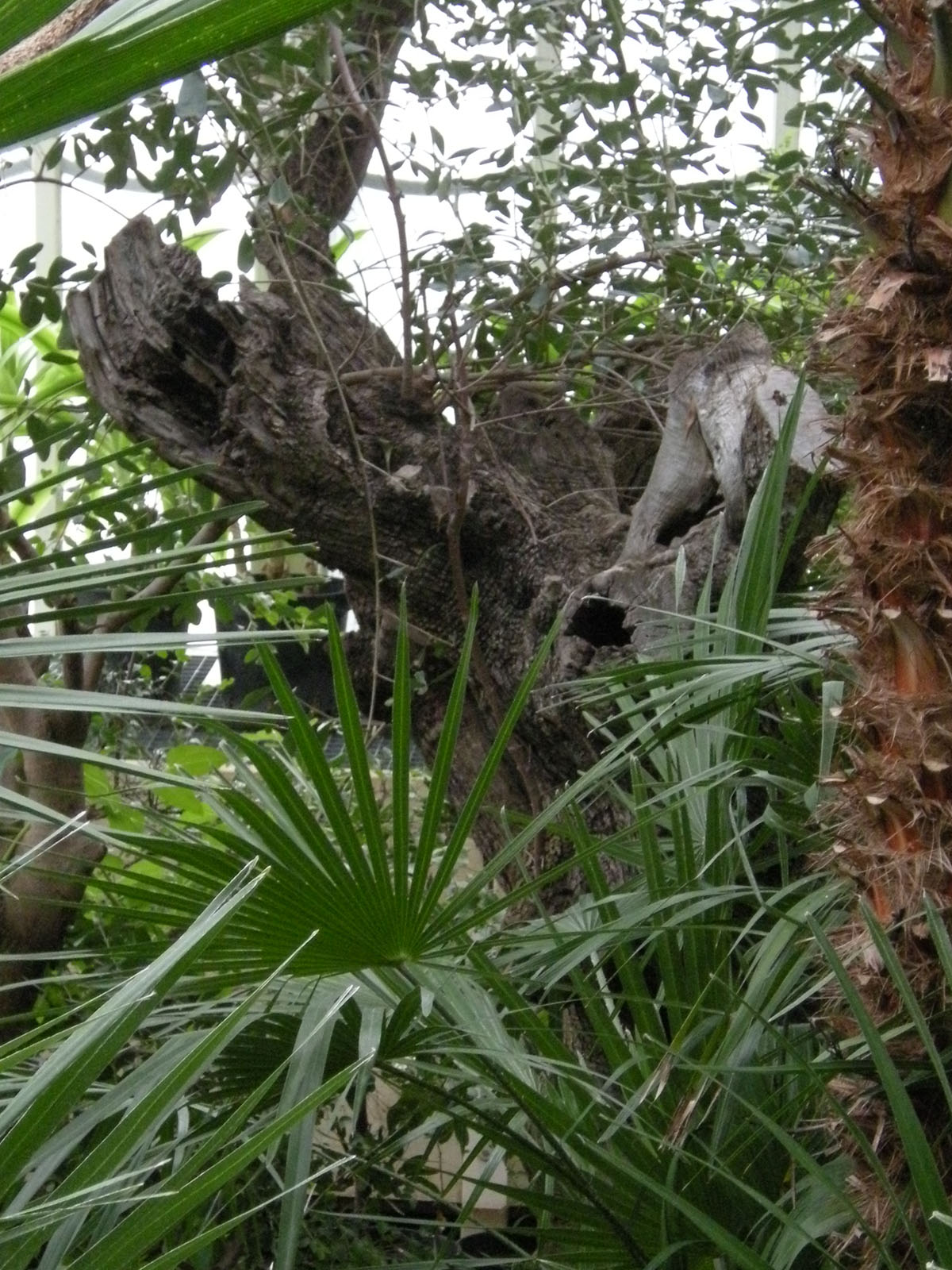
Der rund 350-jährige Ölbaum.
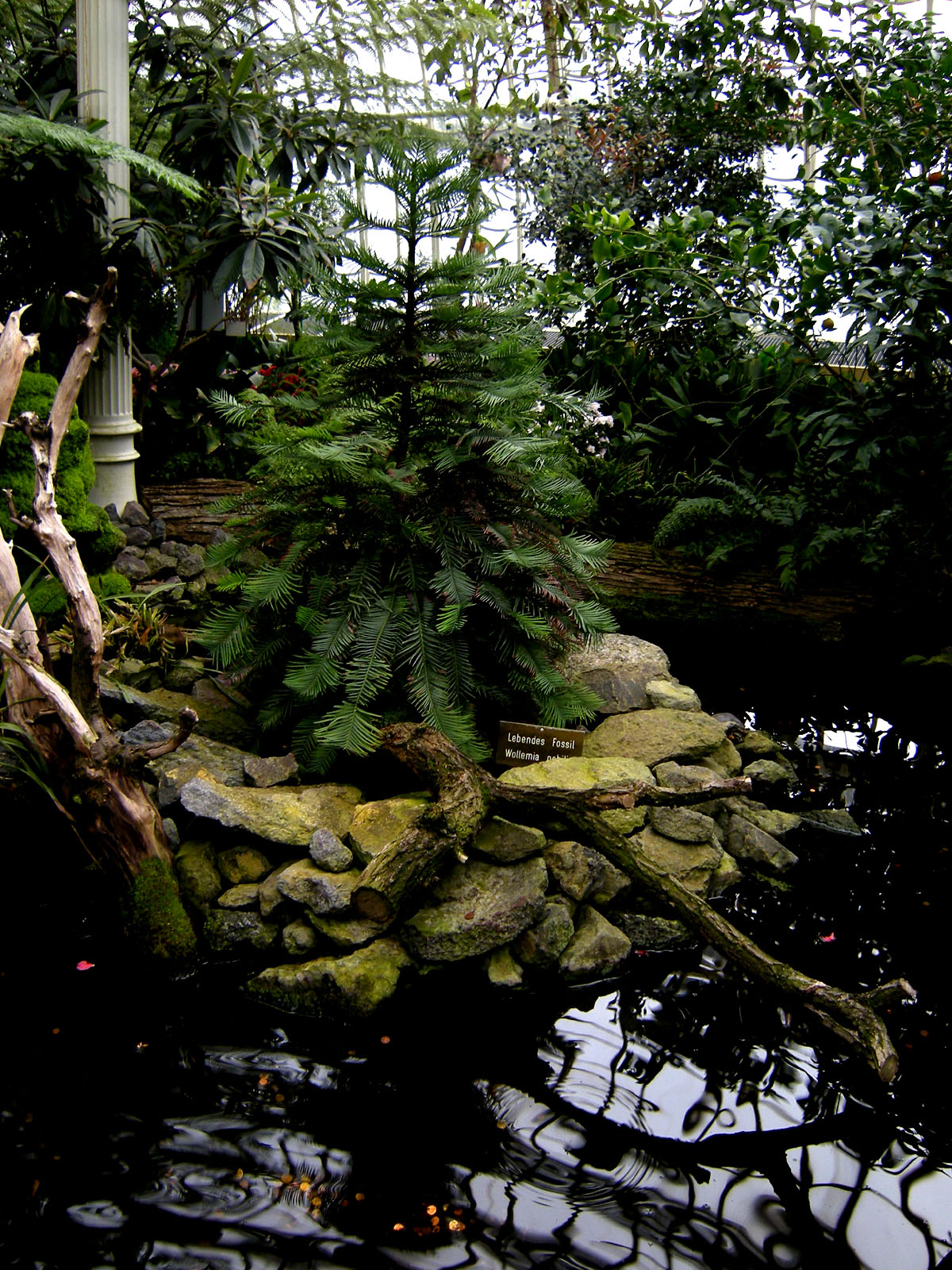
Wollemia nobilis, ein lebendes Fossil.
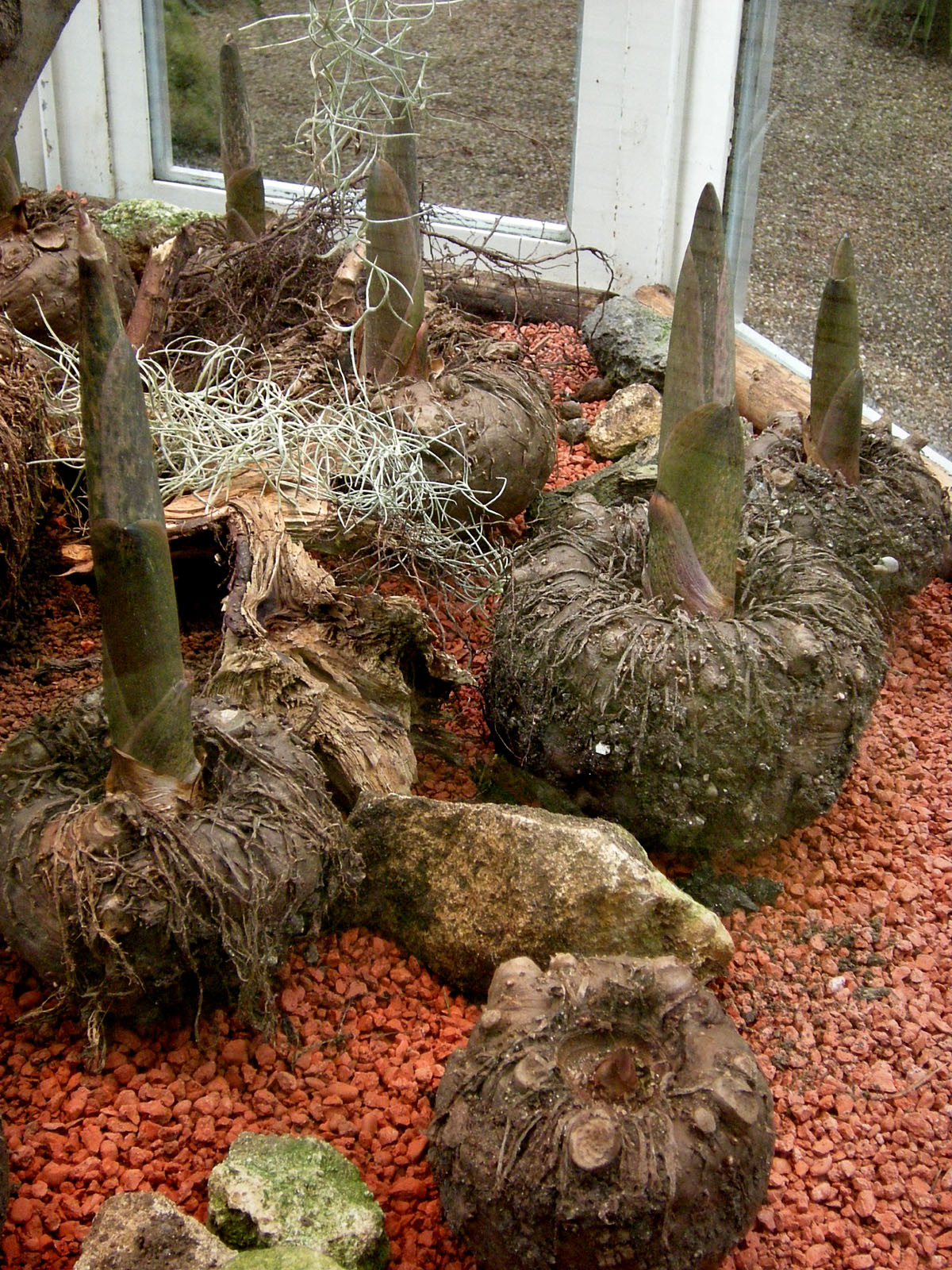
Teufelszunge (Amorphophallus konjac)
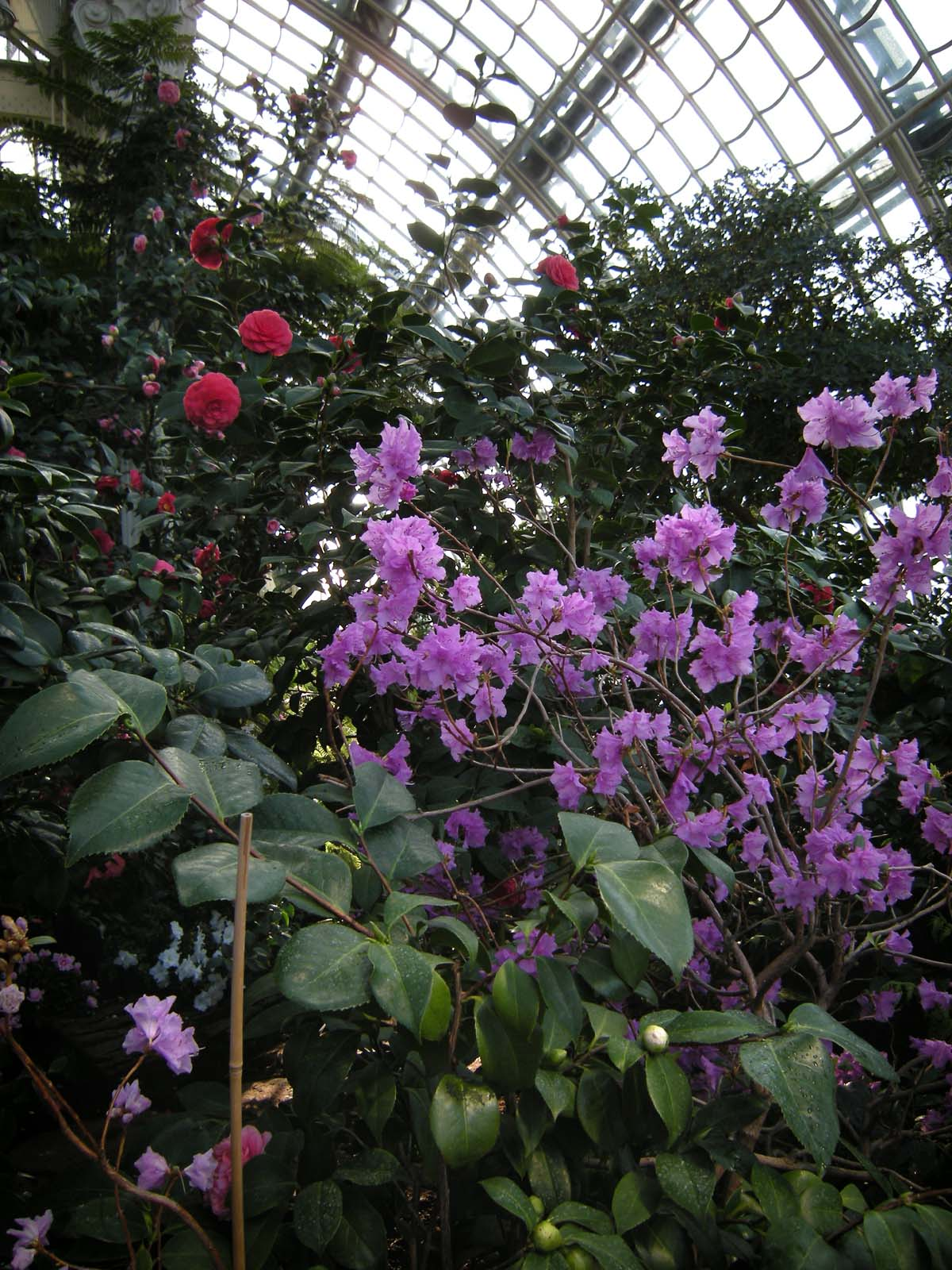
Rhododendren und Kamelien im 'Kalthaus'.
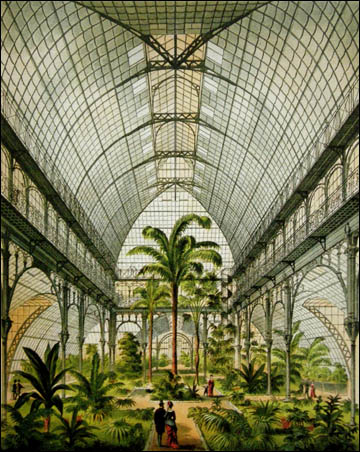
Palmenhaus 1883, mit „Maria-Theresien-Palme“.
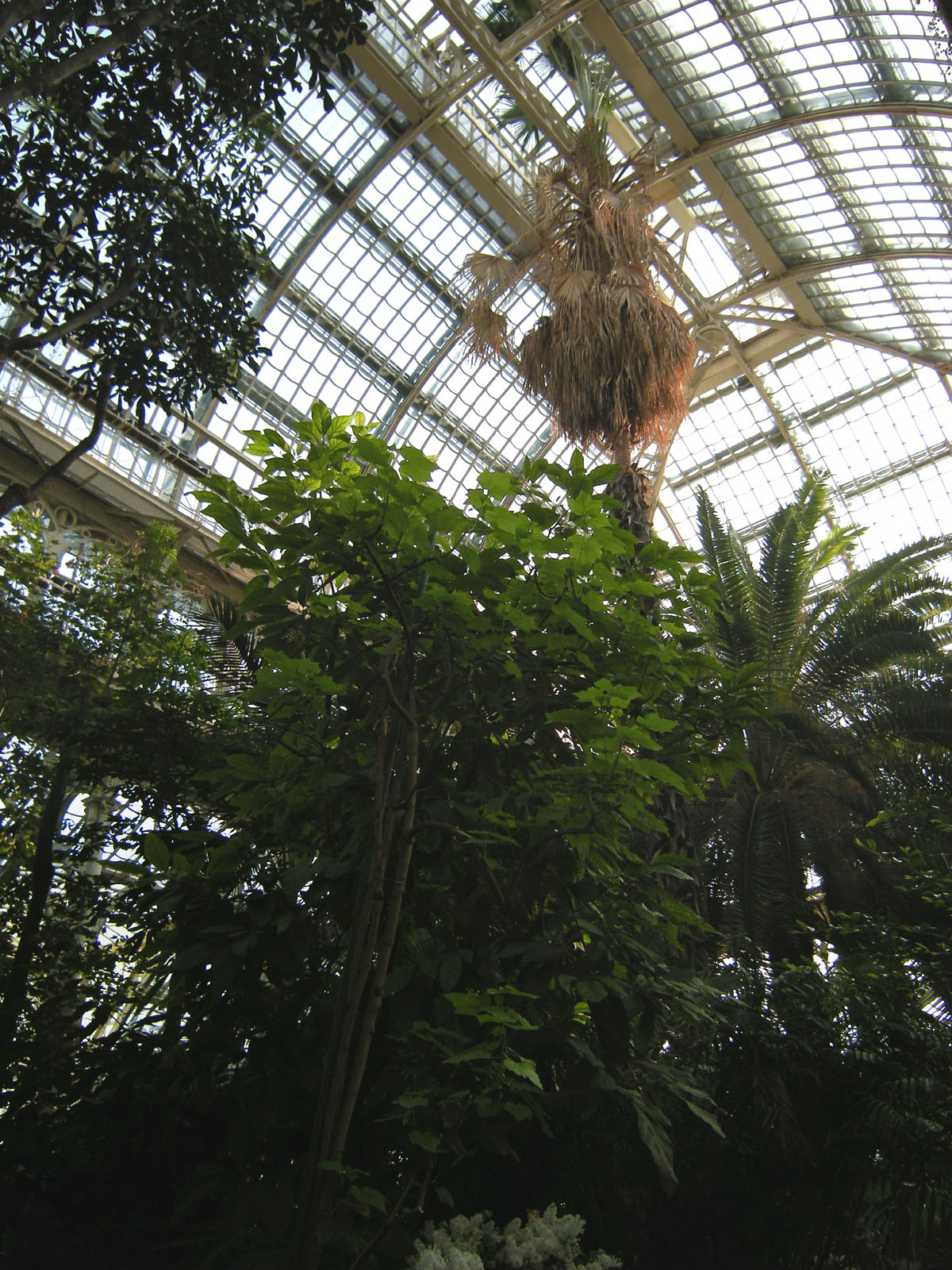
Die „Sisi-Palme“ 2008.
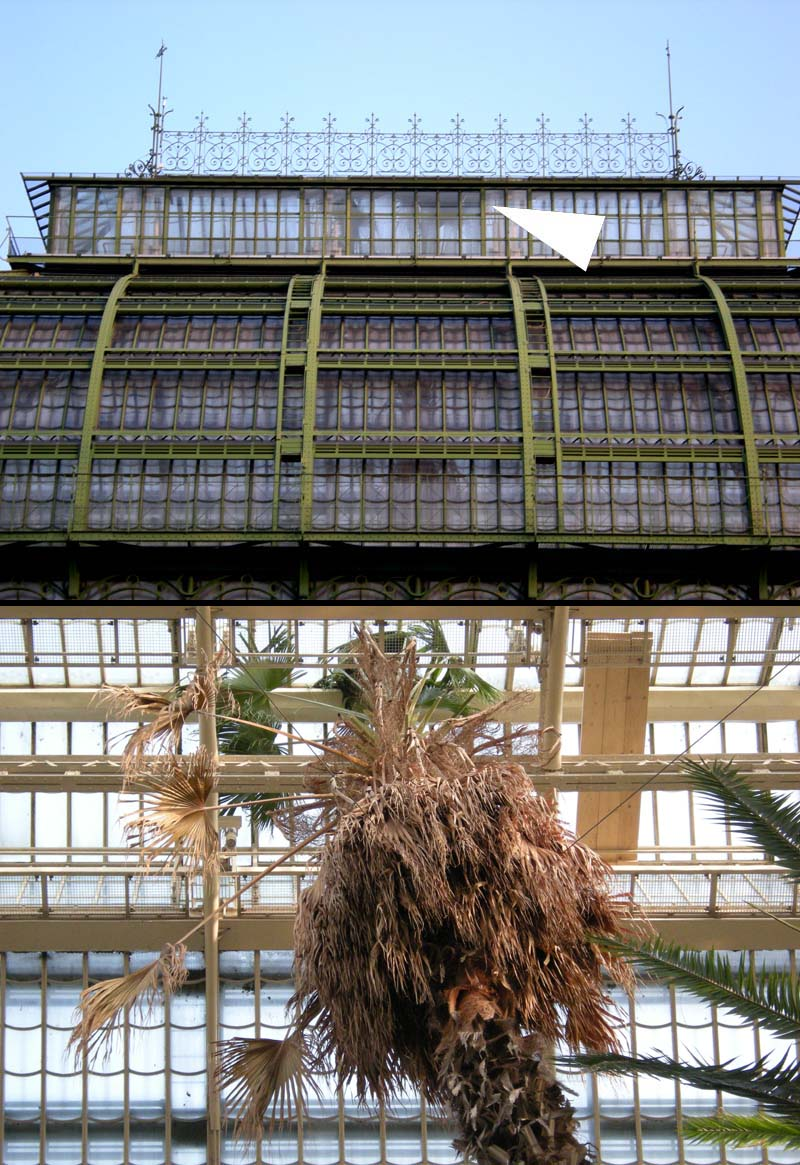
„Sisi-Palme“ 2008: „Rien ne va plus.“
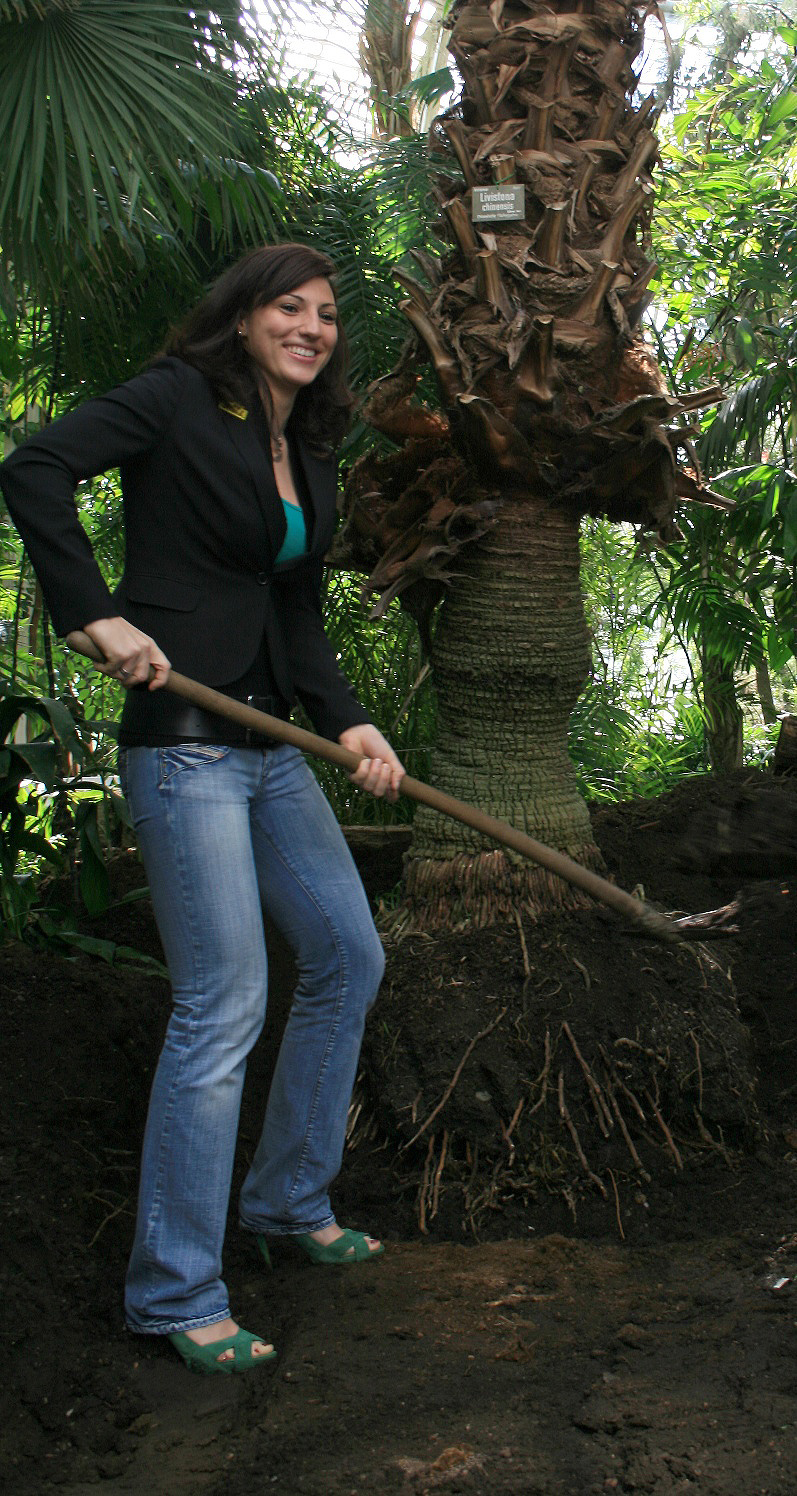
Mirna Jukić beim Pflanzen der „Mirna-Palme“.